# Morfema zero
Na morfologia, um morfema nulo ou morfema zero (Ø) é um morfema que não possui forma fonética.  Em termos mais simples, um morfema nulo é um afixo "invisível". 
É um conceito útil para análise, por meio da comparação de morfemas nulos com alternativas que possuem alguma realização fonética.  O morfema nulo é representado pelo número zero ("0") ou pelo símbolo do conjunto vazio ∅. Na maioria dos idiomas, são os afixos que se realizam como morfemas nulos, indicando que a forma derivada não difere do radical. Por exemplo, a forma plural de "lápis" pode ser analisada como a combinação de "lápis" com um afixo nulo para o plural: lápis+Ø.
O processo de adicionar um afixo nulo é chamado de "afixação nula", "derivação nula" ou "derivação zero".  O conceito foi utilizado pela primeira vez pelo gramático sânscrito da Índia antiga, Pāṇini, no século IV AEC, em sua gramática do sânscrito.